# LARES
LARES（Laser Relativity Satellite）はイタリア宇宙機関の科学衛星。ヴェガロケットで2012年2月13日 (UTC) に打ち上げられた。

## ミッション
LARESは直径約36.4cmの球体形で、重量はおよそ400kg。タングステン合金製で、表面にヘレウス社の合成石英ガラス Suprasil 311 製のコーナー・キューブ・リフレクタ (CCR) が92枚取り付けられている。CCRは地上局からレーザーによって衛星を追跡するために取り付けられている。
LARESは高度1400km の地球低軌道に投入され、国際レーザー測距事業 (ILRS) の基地によって追跡されている。
また、レンス・ティリング効果の計測という科学的目的もある。実際にどのレベルの精度に達することができるかは、議論となっていた

。
また人工衛星測地学や地球力学の分野の観測にも使用されうる。